# Erkingül Imankodschojewa
Erkingül Bekbatschajewna Imankodschojewa (kirgisisch Эркингүль Бекбачаевна Иманкожоева; * 19. Oktober 1966) ist eine kirgisische Umweltaktivistin und Politikerin. Nach einem Cyanid-Unfall in der kirgisischen Kumtor-Goldmine im Jahre 1998 gründete sie mit Mitstreiterinnen die lokale Umweltorganisation Karek und erstritt im Laufe der folgenden Jahre Kompensationen für Geschädigte in Höhe von 3,7 Mio. US-Dollar.

## Biographie
Von 1984 bis 1989 studierte Imankodschojewa "Ingenieur-Technologe für Strickwarenproduktion" am Institut für Textil- und Leichtindustrie von Taschkent. Zwischen 1983 und 1992 war sie in der Taschkenter Strickwarenfabrik tätig. Von 2002 bis 2010 war sie Leiterin der Bürgervereinigung "Karek".
Seit der Parlamentswahl 2010 sitzt sie für die Sozialdemokratische Partei Kirgisistans als Abgeordnete im kirgisischen Parlament.

## Dokumentarfilm
Die Filmemacherin Mirjam Leuze hat Erkingül Imankodschojewa und ihre Mitstreiterinnen über mehrere Jahre begleitet. Der daraus entstandene Dokumentarfilm „Flowers of Freedom“, der im Februar 2014 auf der Berlinale Premiere feierte, machte die Geschichte um den Cyanid-Unfall in Deutschland einem breiteren Publikum bekannt und zeigt Erkingül Imankodschojewa auch als Abgeordnete.

## Sonstiges
2010 geriet Imankodschojewa in einen Konflikt mit der Abgeordnete von Dschogorku Kengesch Schilldyskan Dscholdoschowa. Die Letztere beschuldigte sie der Verleumdung und forderte 10 Millionen Som als Entschädigung. Die Klägerin gewann zwar den Prozess, Imankodschojewa wurde lediglich zu einer Geldstrafe von 10.000 Som verurteilt.